# Eulonia (Géorgie)
Eulonia est une census-designated place située dans le comté de McIntosh, dans l’État de Géorgie, aux États-Unis. Lors du recensement de 2020, elle comptait 351 habitants.